# Museum St. Ingbert

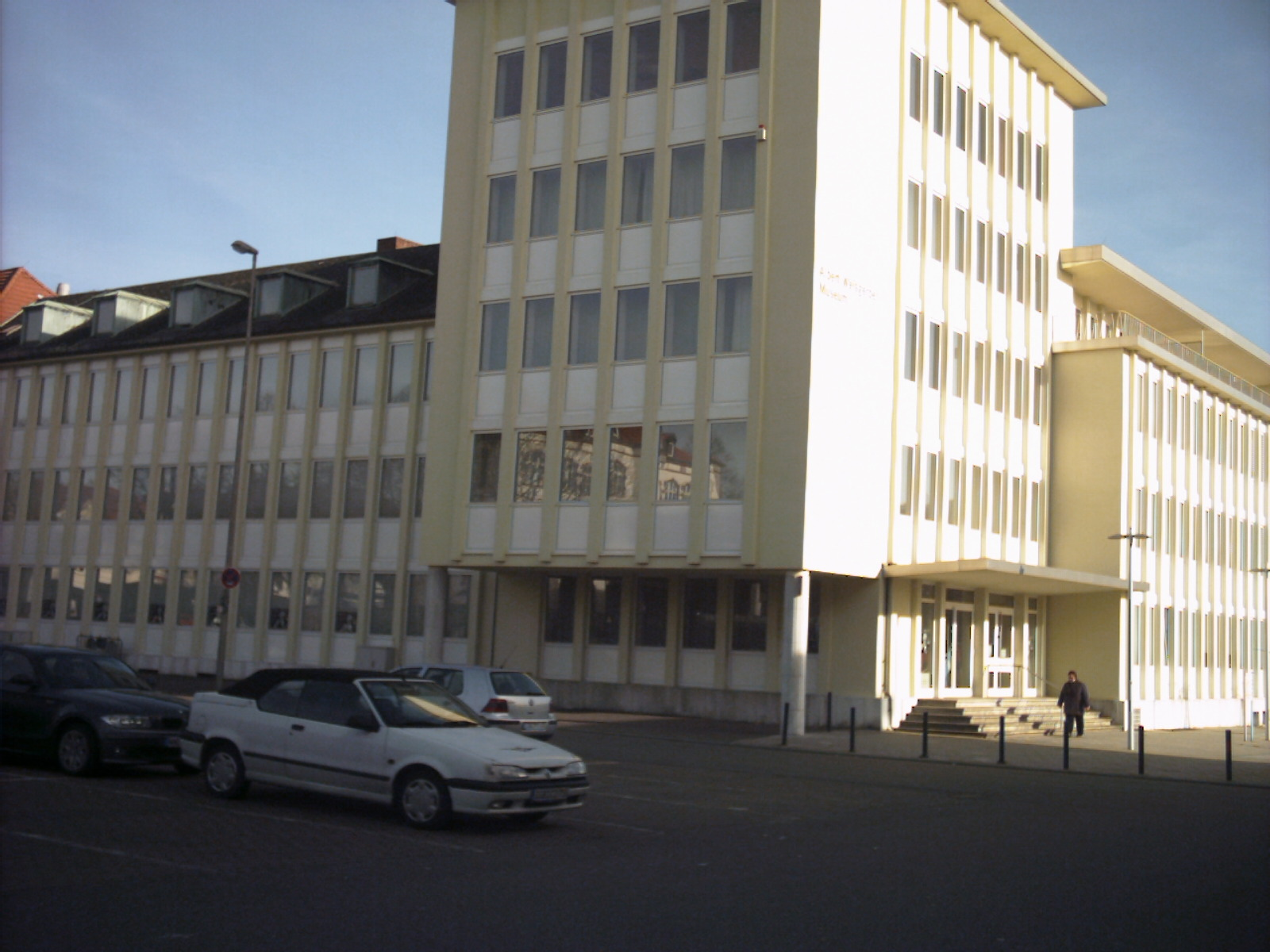
Ehemaliges Museumsgebäude am Marktplatz

Das Museum St. Ingbert war ein deutsches Kunstmuseum in St. Ingbert.

## Entstehungsgeschichte
Das Museum wurde 1987–1989 nach den Plänen des Museumsdirektors Georg W. Költzsch (1938–2005) (Folkwang-Museum Essen und Saarlandmuseum Saarbrücken) in den nach musealen Gesichtspunkten umgebauten Räumen des ehemaligen Landratsamtes errichtet. Das Museum umfasste insgesamt über 1000 m² Gesamtfläche auf vier Stockwerken.
Kernstück des Museums war die ständige Albert-Weisgerber-Sammlung, die auf über 400 m² Ausstellungsfläche etwa 70 Ölgemälde, zahlreiche Grafiken und Gebrauchskunst des Künstlers zeigte. Auf zwei weiteren Ebenen standen Räume, z. T. vollklimatisiert, für Wechselausstellungen zur Verfügung, in denen etwa viermal jährlich international renommierte Künstler gezeigt wurden.

Ausstellungsplakat „Collection Ahrenberg“ (1993/94)

In den vergangenen Jahren waren u. a. Max Ernst (Grafische Sammlung Lufthansa), Alfred Hrdlicka, Gottfried Helnwein, Jim Rakete, Linda McCartney oder die Sammlung Theodor Ahrenberg vertreten. Seit einigen Jahren wurde ein besonderer Schwerpunkt auf die Präsentation international renommierter Fotografen gelegt. In einem Eck-Risalit, der die beiden Flügel des L-förmigen Gebäudes verbindet, war ein sehenswertes Heimat-Museum untergebracht. Es präsentierte zahlreiche seltene Exponate (Kunsthandwerk, Handwerkszeug) zur Industriegeschichte der Stadt St. Ingbert, deren prosperierende wirtschaftliche Entwicklung auf den Industriesäulen Kohle, Eisen und Glas beruhte. In dieser Sammlung waren auch etliche Kunstwerke, darunter Weisgerber-Gemälde, mit Motiven aus der historischen St. Ingberter Schwerindustrie zu sehen.
Das Museum wurde auf Vorschlag der Verwaltungsspitze mit Beschluss des Stadtrates im Juli 2007 mit dem Ziel aufgelöst, eine Landesbehörde mit etwa 100 Mitarbeitern anzusiedeln. Diese Maßnahme solle zusätzliche Kaufkraft in die Stadt bringen. Das Gebäude („Ehemaliges Landratsamt“) fiel an den Eigner, den Saarpfalz-Kreis zurück. Auf Beschluss des Kreistages wurde das Gebäude behördengerecht zurückgebaut und an das Saarland vermietet.
Die im Besitz der Stiftung befindlichen wertvollen Kunstwerke Weisgerbers (ca. 100 Exponate) wurden provisorisch in dem alten Gebäude einer ehemaligen Druckerei untergebracht.

## Museumsverlagerung

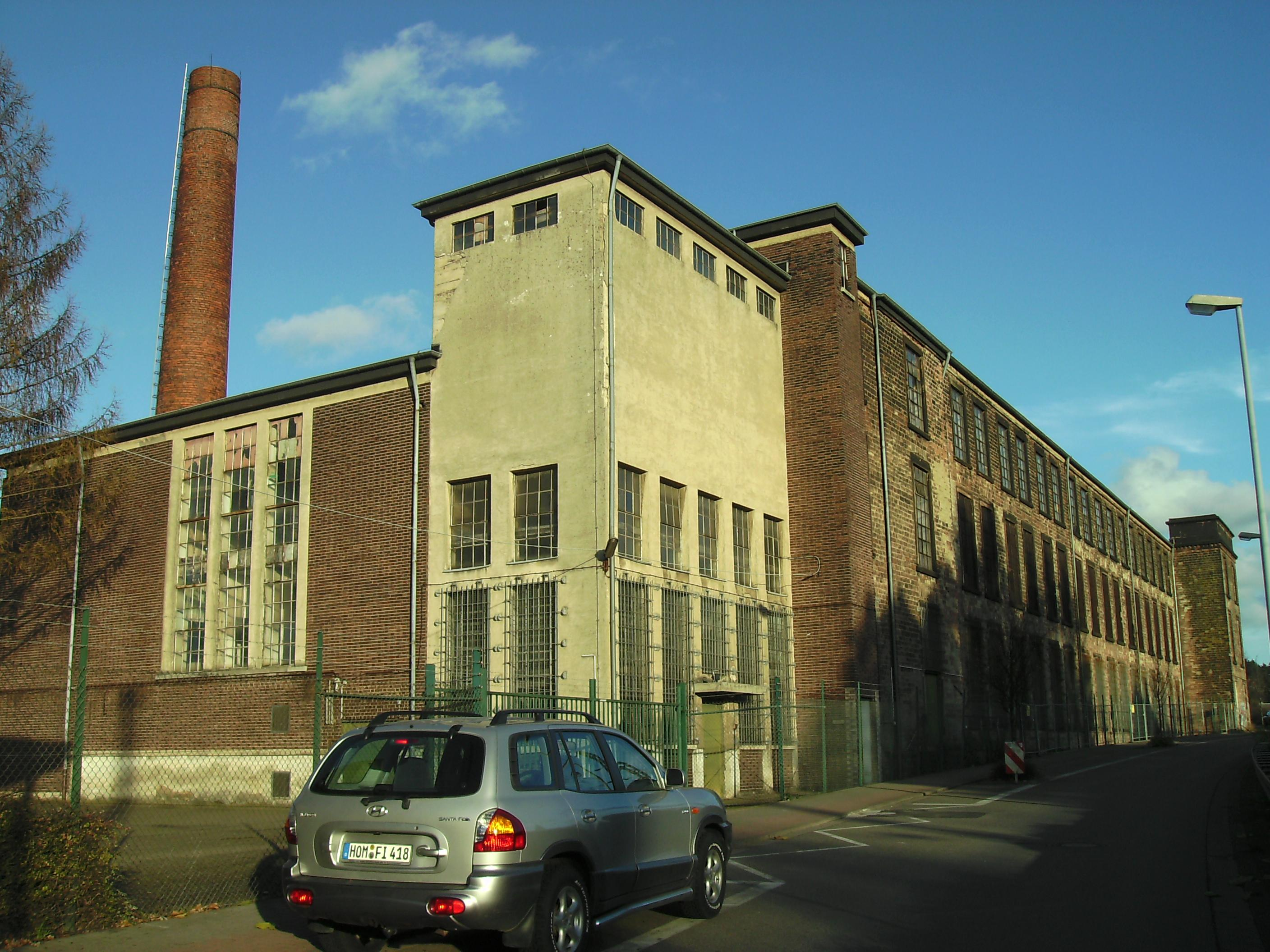
Baumwollspinnerei St. Ingbert

Verwaltung und Stadtrat beabsichtigen, ein Albert-Weisgerber-Museum im Gebäude der ehemaligen Alten Baumwollspinnerei zu errichten. Das Gebäude befand sich zunächst in Privatbesitz und sollte neben dem Museum weitere Nutzer beherbergen. Nach mehreren Baustopps und entsprechenden Verzögerungen der geplanten Eröffnung, kaufte die Stadt St. Ingbert 2021 das gesamte Gelände. Die neuen Planungen sehen neben der musealen Nutzung, den Umzug von Teilen der Stadtverwaltung in das Gebäude vor. Die Eröffnung ist inzwischen für 2027/2028 vorgesehen.

## Albert Weisgerber Stiftung

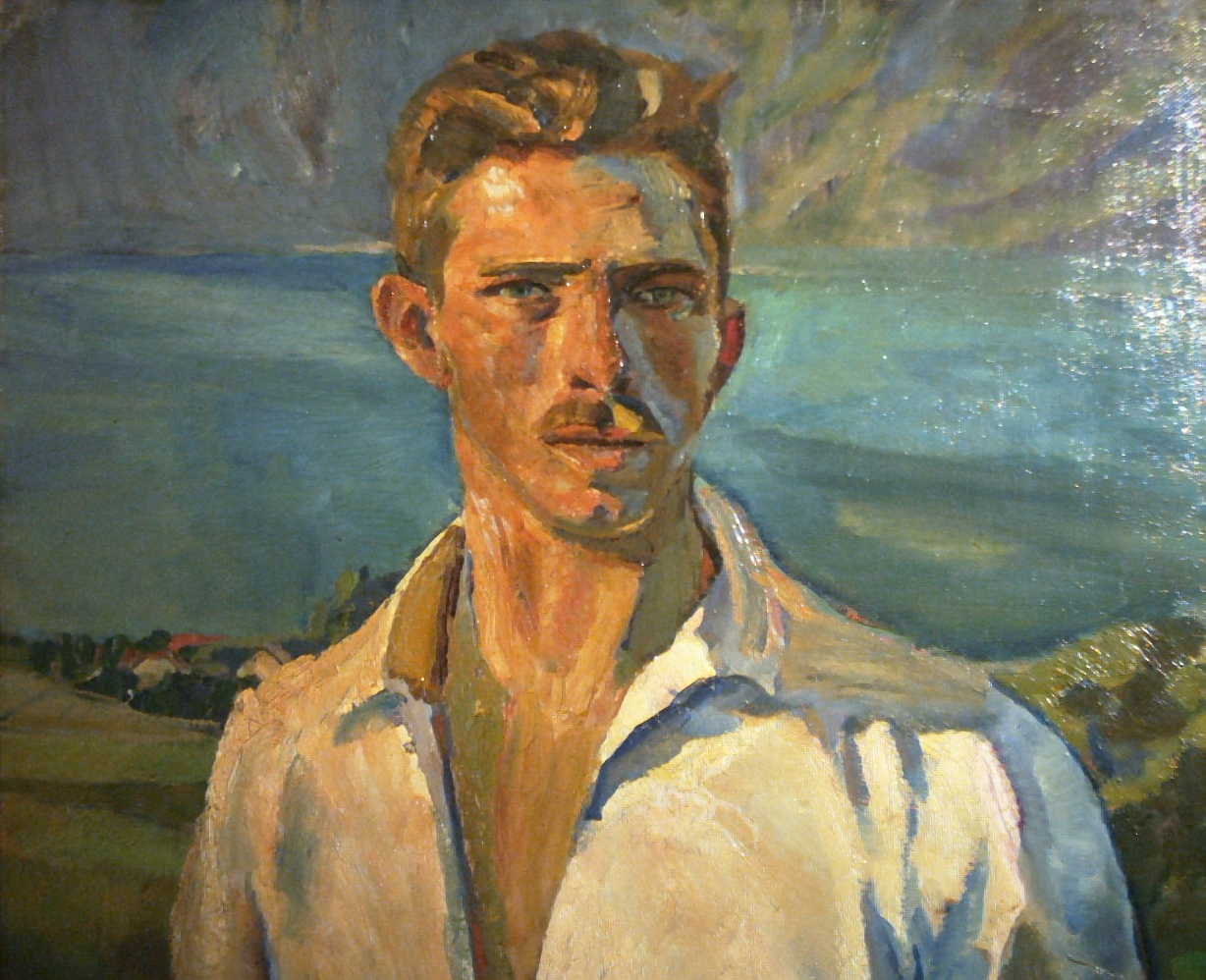
Selbstporträt A. Weisgerber

Die Albert Weisgerber Stiftung ist eine rechtsfähige kommunale Stiftung des bürgerlichen Rechts in St. Ingbert. Sie wurde von der Stadt St. Ingbert und dem Saarpfalz-Kreis im Jahr 1992 eingerichtet und war Trägerin des Museum St. Ingbert; inzwischen ist der Saarpfalz-Kreis als Träger aus der Stiftung ausgeschieden. Zweck und Ziel der Stiftung ist die Förderung von Kunst und Kultur, insbesondere die Bewahrung, Pflege, Durchsetzung und Vermittlung der Kunst Albert Weisgerbers im landesweiten und überregionalen Bewusstsein. Weiterhin leistete sie die Basis für die laufende Finanzierung des Museums St. Ingbert.
 Ende 2009 war nicht bekannt, ob die Stiftung, ggf. ohne den Saarpfalz-Kreis, nach der Auflösung des Museums noch existiert. Die Stadtverwaltung gab dazu keine Auskunft. Auf der Website der Stiftung ist der Landrat des Saarpfalz-Kreises Theophil Gallo als Vorstandsmitglied aufgeführt (Stand Juli 2021).